# Vendemmiatrice

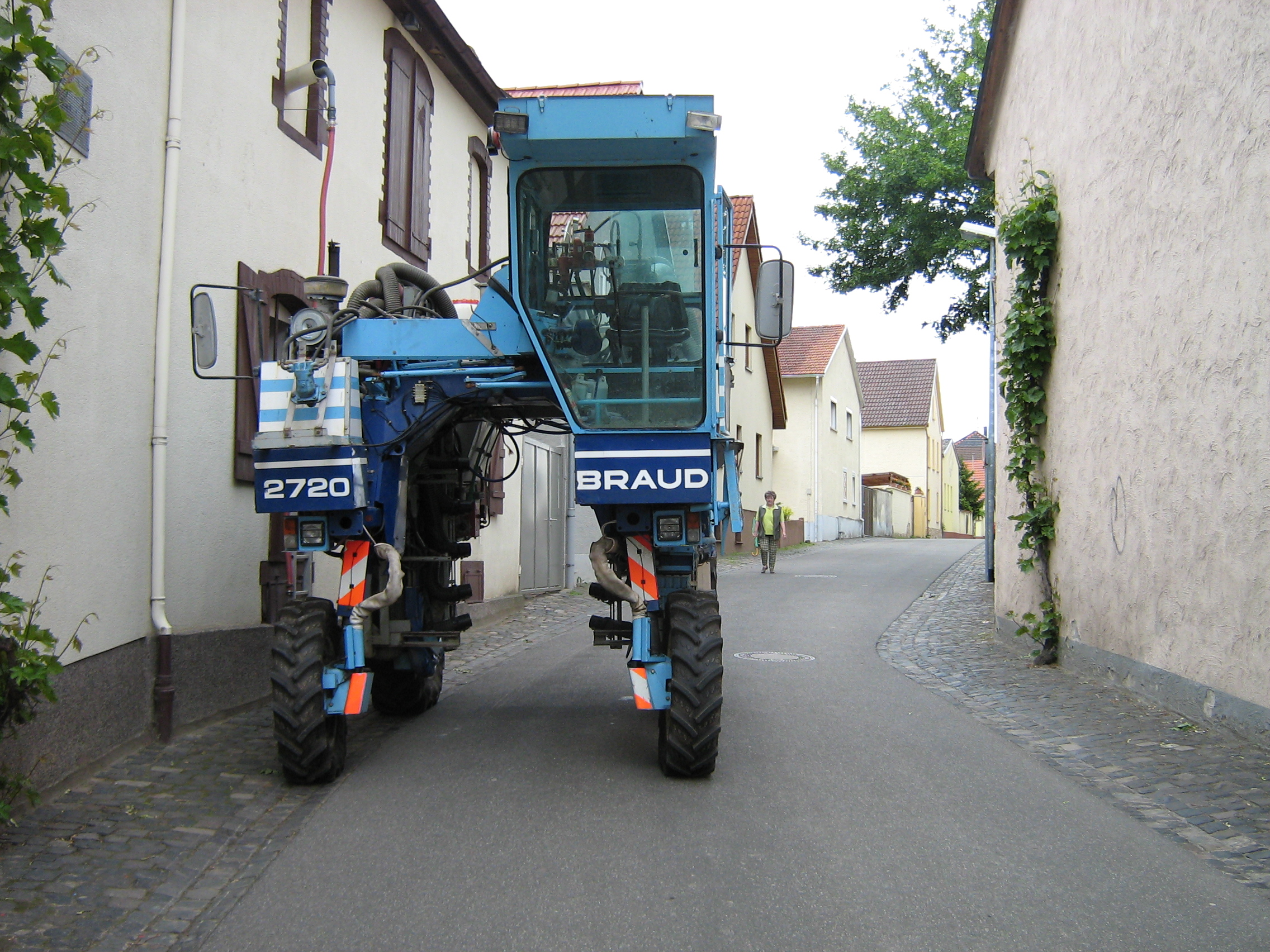
Vendemmiatrice Braud

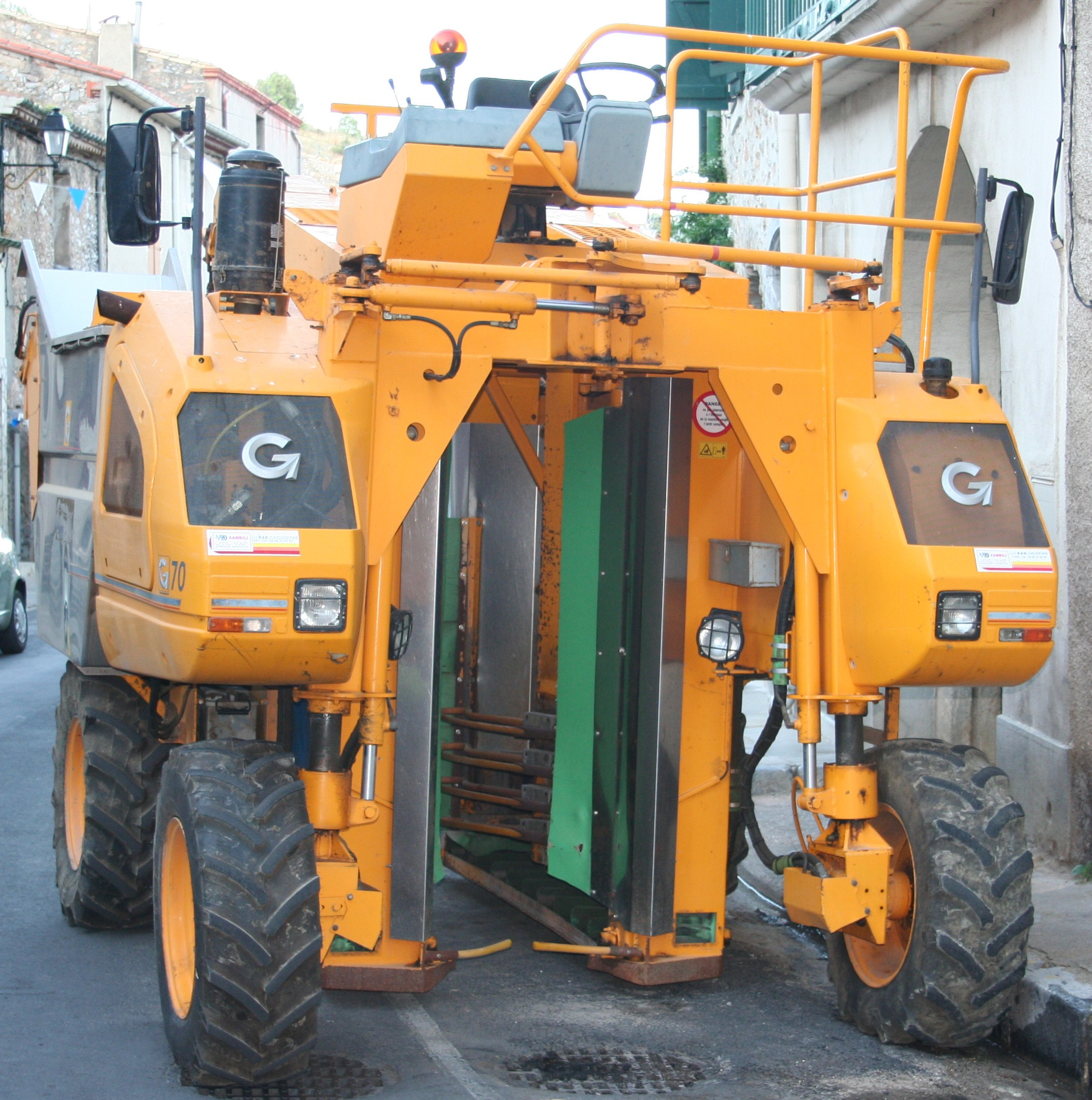
Vendemmiatrice Grégoire

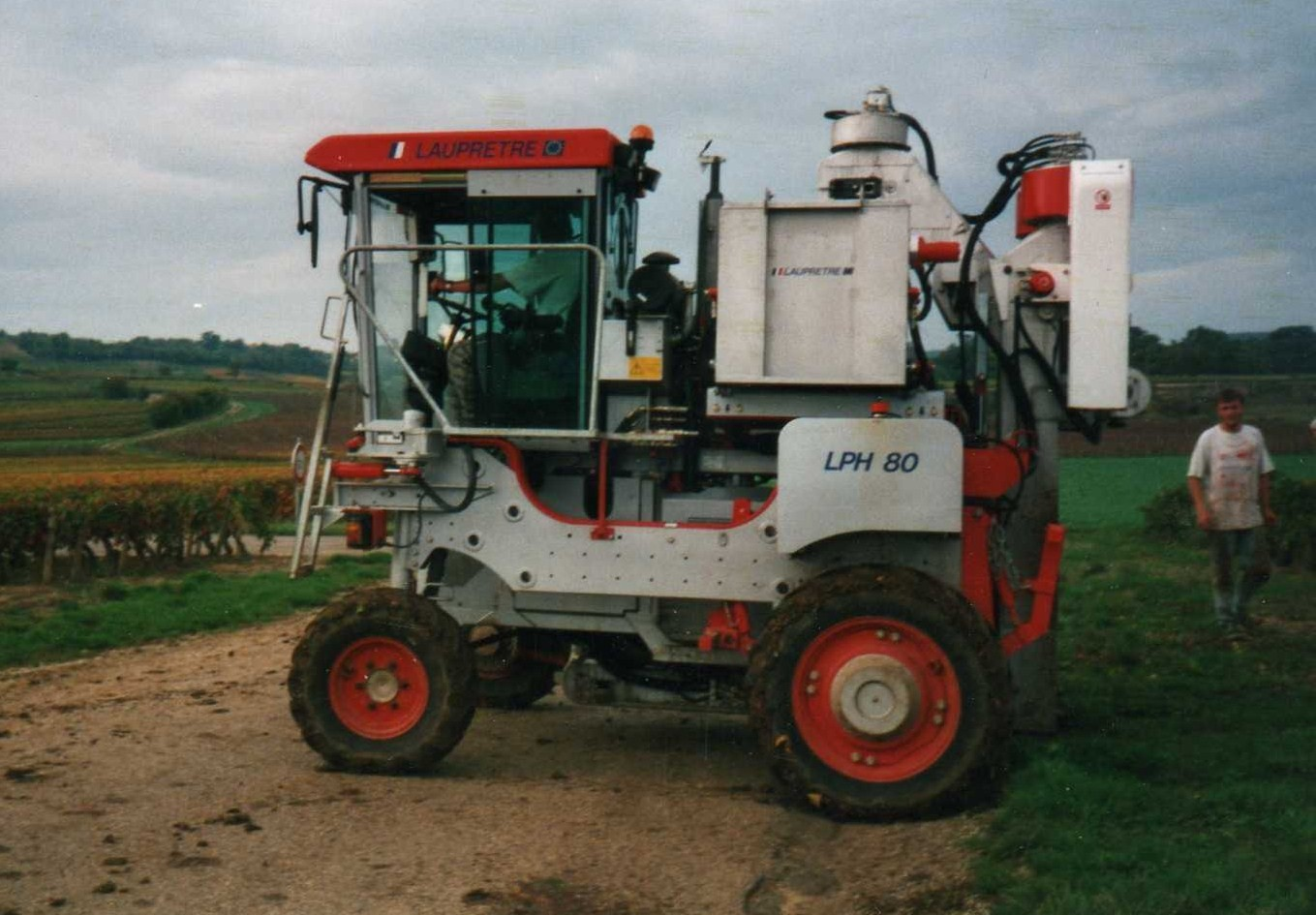
Vendemmiatrice Lauprètre

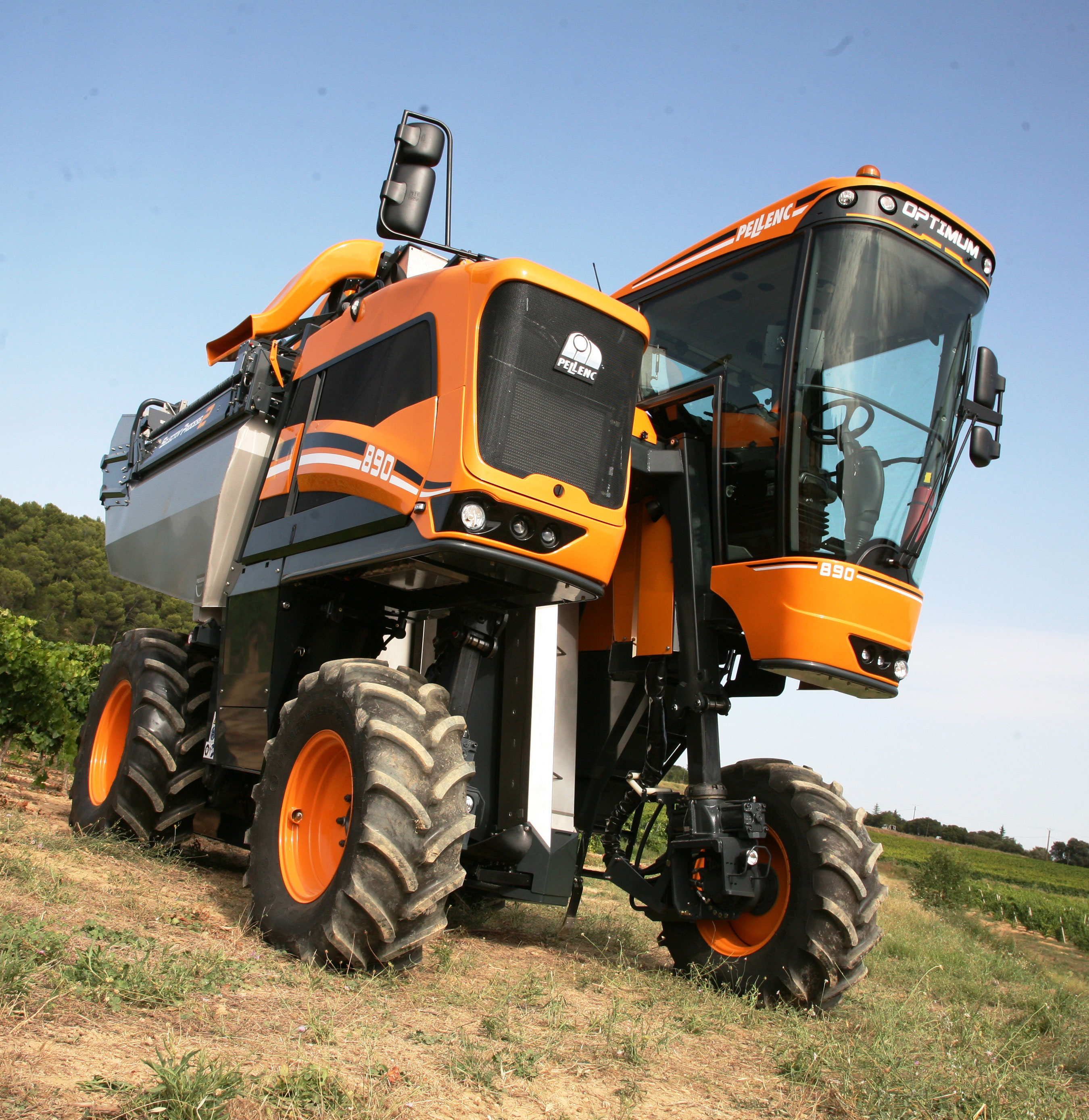
Vendemmiatrice Pellenc Optimum

La vendemmiatrice è una macchina agricola, generalmente con motore proprio , destinata alla raccolta meccanica dell'uva. Essa  compie in un solo passaggio 
tutte le fasi della vendemmia: gli acini vengono separati dai raspi per scuotimento e quindi per effetto della forza di inerzia, cadono quindi in un nastro trasportatore che li trasferisce previa pulizia in una o più vasche di raccolta. 
Per meccanizzare la vendemmia attraverso l'impiego della vendemmiatrice è necessario che i terreni siano disposti in modo tale da permettere l'accesso alla macchina e che le modalità di potatura e di palificazione siano conformi a determinati parametri. Inoltre, per un risultato migliore, è necessario che i grappoli si sgranino facilmente nel momento in cui vengono scossi senza che gli acini esplodano e che il succo fuoriesca dal frutto. Gli inconvenienti  maggiori della vendemmia meccanica sono "in primis " le perdite di prodotto, occulte od evidenti, che mai dovrebbero superare il 5-6 percento (e la presenza di materiale indesiderato come resti di foglie, tralci, ecc.).
La vendemmiatrice non è utilizzabile in tutti i vigneti: ad esempio, per la produzione di alcuni vini DOC non ne è consentito l'impiego. In questi casi, l'unica tipologia di vendemmia permessa è quella manuale per evitare che i grappoli si frantumino durante le operazioni di vendemmia.

## Principio di funzionamento
La vendemmiatrice si avvale di elementi detti “battitori” che scuotono la pianta di vite fino a 600 volte al minuto provocando il distacco degli acini dal peduncolo e la caduta degli stessi nei nastri a tappeto o a cucchiaio. La vendemmiatrice è dotata, inoltre, di un aspiratore che soffia sul raccolto per allontanare le foglie e i rami caduti durante lo scuotimento.
La vendemmiatrice è costituita da:
- una testata di raccolta, la parte più complessa e più delicata dell'insieme;
- un sistema di intercettazione dell'uva staccata dalla pianta composto da nastri trasportatori o da norie;
- un sistema di pulizia composto da aspiratore e frantumatore di foglie e resti;
- tramoggia di stoccaggio.

Per migliorare la qualità della vendemmia, alcuni costruttori propongono un sistema selettivo posizionato sopra ai battitori, che consente di separare tutti i componenti della pianta che vengono raccolti dalla vendemmiatrice: il succo, gli acini, le foglie, i piccioli e i tralci.
La testata di raccolta dispone di quattro principi successivi e complementari che permettono di evitare la fase di diraspatura e di selezione in cantina:
- regolazione intuitiva dei parametri della testata di raccolta dal posto di guida;
- separatore che divide le foglie dai grappoli interi;
- sgranatore lineare ad alta frequenza che separa gli acini dal raspo senza frantumarli;
- tavola di scelta incorporata che elimina tutti i corpi estranei e il 95 % dei piccioli interi.

## La meccanizzazione
A più di trent'anni dopo la progettazione dei primi prototipi di vendemmiatrice, la meccanizzazione della vendemmia suscita ancora diffidenze e interrogativi riguardanti la preservazione della qualità del raccolto: si pensa, infatti, che la raccolta meccanica abbassi la qualità dell'uva raccolta e di conseguenza dei vini da essa derivati. Quest'attitudine è dovuta al carattere tradizionale e culturale che ha assunto la vendemmia presso i paesi viticoli nel corso dei secoli.
La maggior parte delle vendemmiatrici operanti su scala mondiale sono concentrate in Francia. La prima regione che vide la meccanizzazione della vendemmia sui propri vitigni fu la regione di Bordeaux dove erano presenti le condizioni ottimali per l'impiego della vendemmiatrice: un terreno poco accidentato e uve con acini dalla buccia spessa che si staccano dal raspo facilmente. Nel 1980 si potevano contare 300 vendemmiatrici. In Italia, invece, prevale la vendemmia manuale. La scarsa diffusione della vendemmiatrice è dovuta a problemi di natura strutturale (limitata superficie media delle aziende viticole, localizzazione di molti vigneti in terreni fortemente declivi, notevole diffusione di forme di allevamento non adatte alla meccanizzazione) e alle scarse conoscenze sulle tecniche di vendemmia meccanica.
L'evolversi delle tecniche e la creazione di sistemi regolabili che permettono di adattare lo scuotimento della vegetazione alle proprie necessità consentono di conservare e di migliorare la qualità dell'uva e, di conseguenza, anche quella del vino. Inoltre, la rapidità della raccolta permette di vendemmiare nel periodo della maturazione ottimale dell'uva aumentando così l'omogeneità della vendemmia.
La condizione necessaria per l'utilizzo della vendemmiatrice risiede nella disposizione dei filari che devono essere posizionati in modo tale da permettere il passaggio della macchina. Tra i fattori che possono impedire la meccanizzazione della vendemmia vi sono: terreni troppo declivi, la larghezza ridotta di filari e i vigneti troppo piccoli.
La meccanizzazione della vendemmia, in generale, è entrata nella mentalità dei viticoltori in quanto la vendemmiatrice è uno strumento che permette loro di accrescere la rendita della loro attività. Le vendemmiatrici sono presenti attualmente in tutte le regioni e paesi produttori di vino (nel 2010, il 60% delle vendemmie in Francia fu effettuato per mezzo della vendemmiatrice ) e, nel mondo, se ne vendono mille ogni anno.

## Costruttori
- Alma
- Bobard
- Braud
- ERO Gerätebau
- ERO Gerätebau
- Grégoire-Besson
- Kremer
- Lauprètre

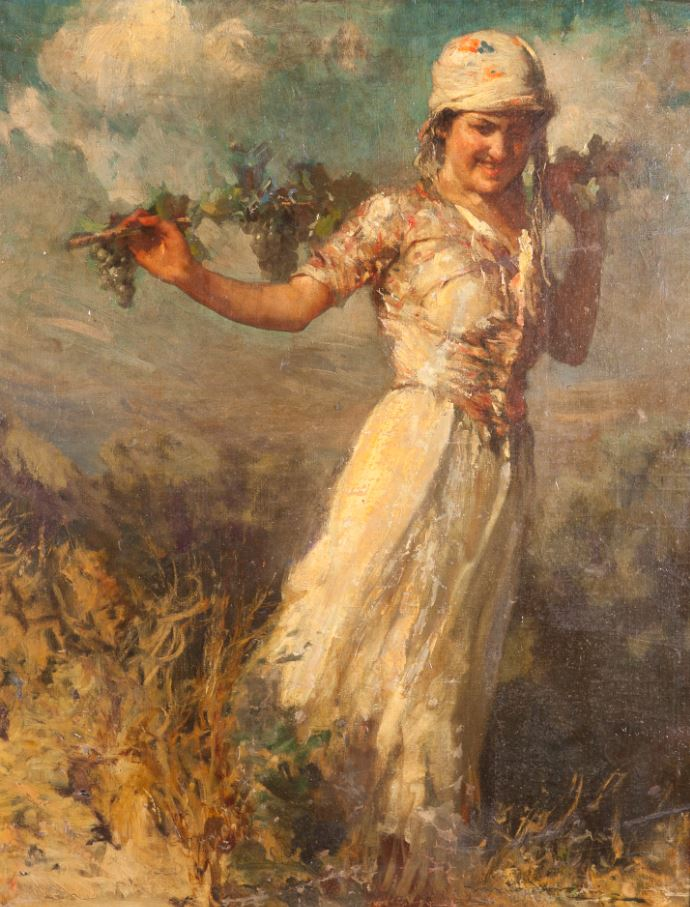
Vendemmiatrice (Mario Borgoni)

- New Holland Agriculture (ex Braud)
- Pellenc
- Tecnoma